# Novembergruppe
O Novembergruppe ("Grupo de Novembro") foi um grupo de pressão alemão, formado após a Primeira Guerra Mundial por artistas revolucionários. Dedicou-se à revitalização das artes na Alemanha. Seu nome se deve ao mês da Revolução Republicana alemã.
Alguns de seus membros pertenceram posteriormente à Bauhaus.